# Hendrik II van Nassau-Siegen
Hendrik II van Nassau-Siegen (7 januari 1414 – Radicofani, 18 januari 1451), Duits: Heinrich II. Graf von Nassau-Siegen (officiële titels: Heinrich II. Graf zu Nassau, Vianden und Diez, Herr zu Breda), was graaf van Nassau-Siegen (een deel van het graafschap Nassau), Vianden en half Diez. Hij stamt uit de Ottoonse Linie van het Huis Nassau.

## Biografie

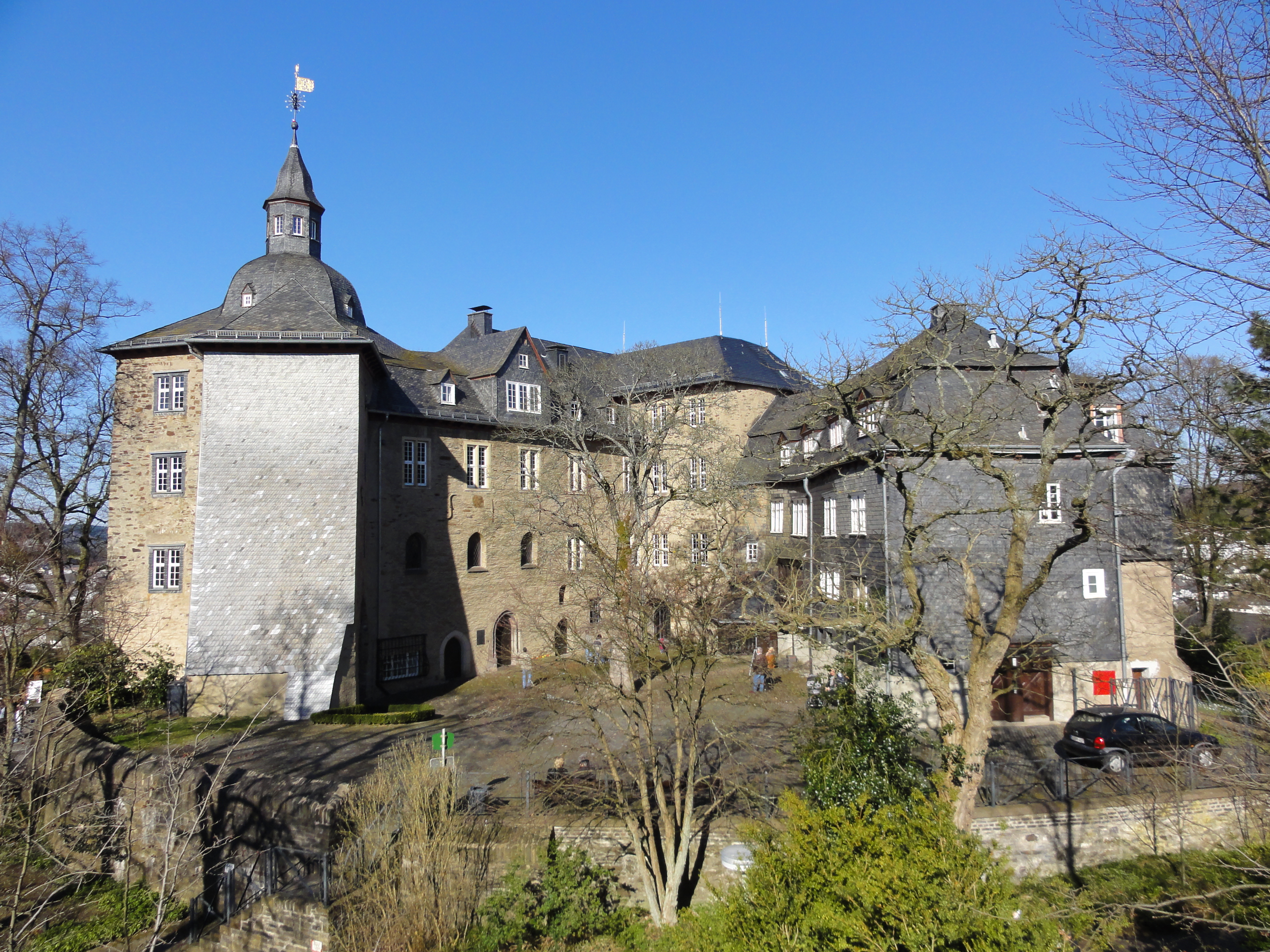
Slot Siegen

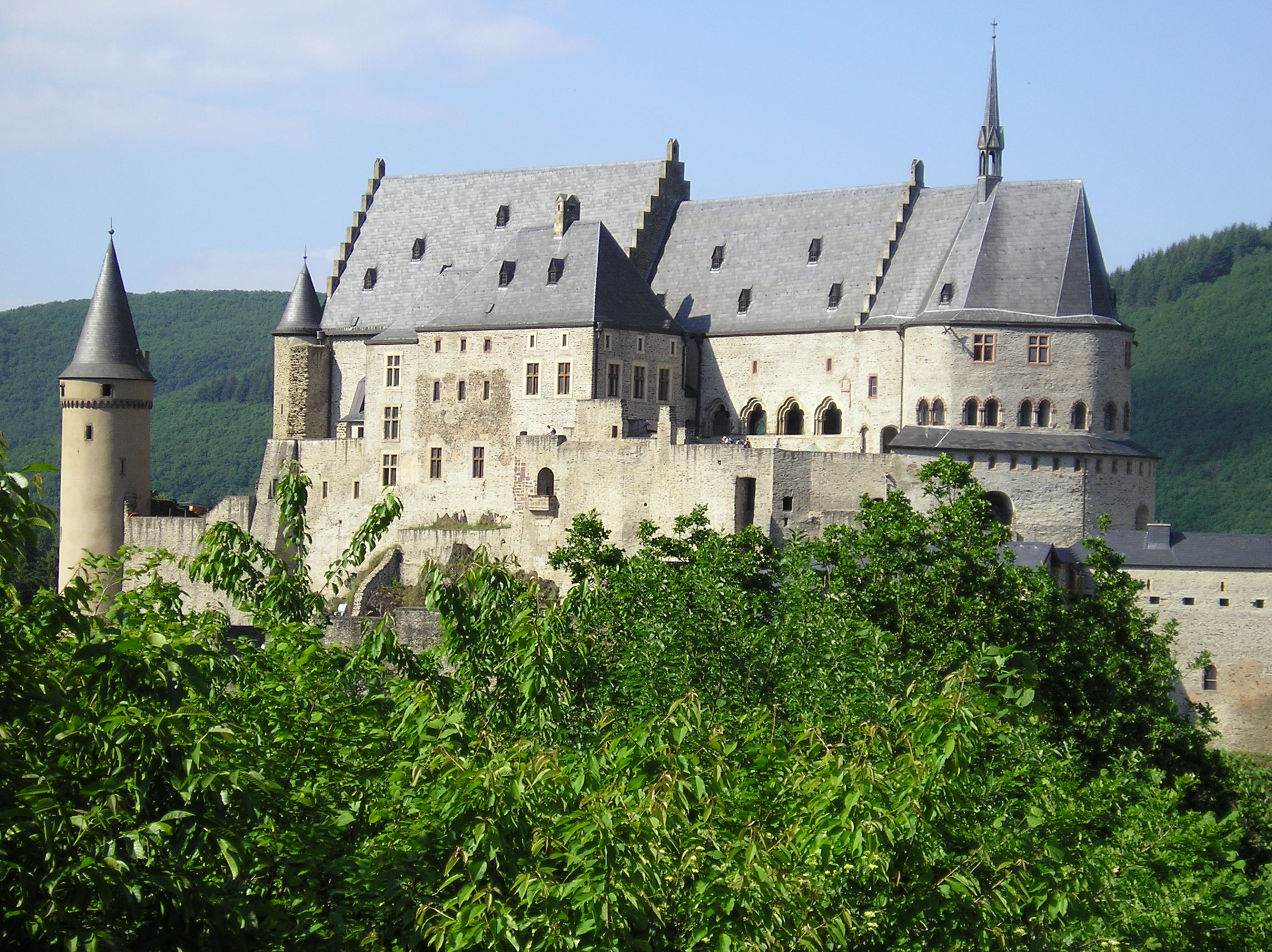
Kasteel Vianden

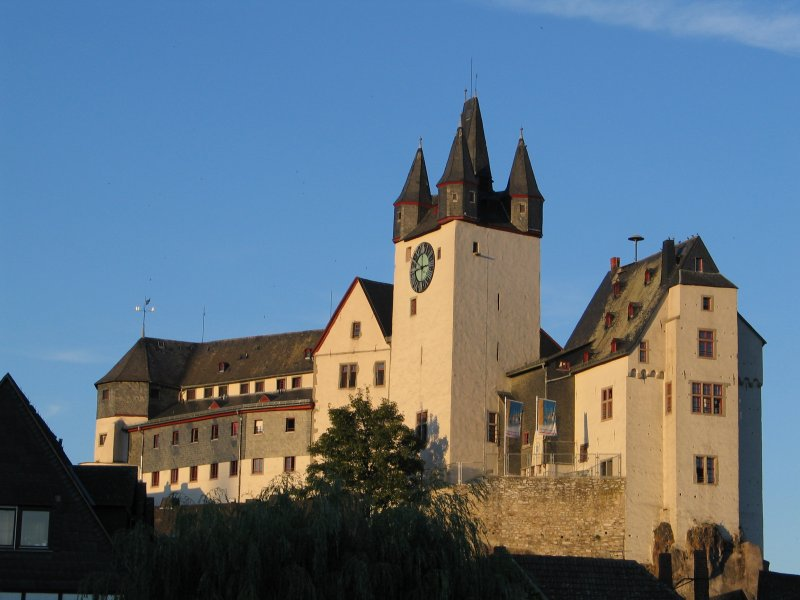
De Burcht Diez

Hendrik was de tweede zoon van graaf Engelbrecht I van Nassau-Siegen en Johanna van Polanen, dochter van heer Jan III van Polanen en Odilia van Salm. Reeds op 18 mei 1415 werd voor zijn eerste huwelijk een contract gemaakt, waarbij Vianden, Sankt Vith en Bütgenbach aan hem werden toegekend.

### Graaf van Nassau-Siegen, Vianden en Diez
Hendrik volgde in 1442 zijn vader op samen met zijn broer Johan IV. In 1442 werd Hendrik door rooms-koning Frederik III beleend met (zijn aandeel van) het land van Kleef, het graafschap de Mark, het land van Dinslaken (Diesbach) en (de helft van) het graafschap Diez. Ook werden Hendrik, zijn broer Johan en hun achterneef graaf Johan I van Nassau-Beilstein in dat jaar door Frederik III beleend met de Burcht Greifenstein en met een deel van de opbrengsten uit de tol te Lahnstein. Hendrik erfde in 1443 samen met zijn broer de bezittingen van hun oom Johan II ‘met de Helm’. Op 20 januari 1445 werd Hendrik door Diederik II van Meurs, de aartsbisschop van Keulen, beleend met het graafschap Vianden. Op 22 februari 1447 deelden Hendrik en zijn broer Johan hun bezittingen, waarbij Hendrik de goederen in Duitsland verkreeg alsmede ¾ van het graafschap Vianden.

### Geschil om het graafschap Diez

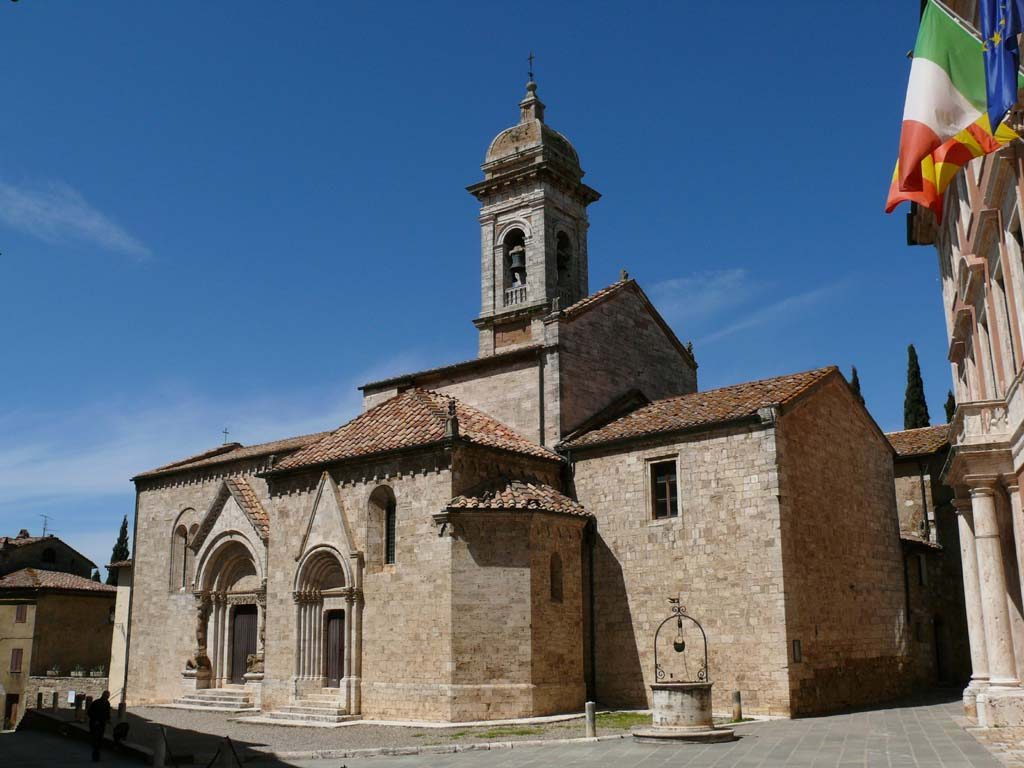
Collegiata di San Quirico d'Orcia

Op 2 juli 1420 droegen Hendriks vader en Godfried VII van Eppstein-Münzenberg het graafschap Diez, dat ze gezamenlijk bezaten, en een rijksleen was, over aan Otto van Ziegenhain, de aartsbisschop van Trier, en ontvingen het van hem in leen terug. Op 27 juli 1441 laat rooms-koning Frederik III aan Jacob van Sierck, de aartsbisschop van Tier, weten dat hij met de oorkonde van 2 juli 1420 heeft bewezen dat Engelbrecht en Godfried het rijksleen graafschap Diez aan aartsbisschop Otto hebben overgedragen en in leen hebben ontvangen. Frederik beval op 30 juli 1441 Engelbrecht en Godfried VIII van Eppstein-Münzenberg het graafschap Diez van aartsbisschop Jacob in leen te nemen. Op dezelfde dag deelde de koning Hendrik en Godfried mee dat hij aartsbisschop Jacob van Trier heeft beleend met het graafschap Diez samen met alle toebehoren. Daaropvolgend horen zij en hun erfgenamen het graafschap van aartsbisschop Jacob in leen te ontvangen, zoals zij en hun voorouders het tot nu toe in leen van de Roomse keizers en koningen hebben gehad. De koning beval Hendrik en Godfried en hun erfgenamen het genoemde graafschap met toebehoren van aartsbisschop Jacob en zijn opvolgers te ontvangen en te bezitten, om zich te gedragen in overeenstemming met de verplichting van hun vaders en om aartsbisschop Jacob voor zichzelf en zijn erfgenamen oorkonden daarover toe te zenden. Daarna bevrijde hen van alle leenverplichtingen waarmee zij met koning en het rijk vanwege het genoemde graafschap verbonden zijn, en beslist dat in het geval van overtreding het graafschap of het deel daarvan dat de overtreder in zijn bezit heeft, aan Jacob, diens opvolgers en het Sticht Trier zal terugvallen.
Op 30 juni 1442 nodigde Jacob Hendrik uit om op 15 juli in de Sint-Maximinusabdij hun geschil op te lossen. Hendrik verzocht op 7 juli om een ‘waer affschryfft’ van de oorkonde van zijn vader aan aartsbisschop Otto. Op 13 juli stuurde Jacob een brief van Frederik III, waarin deze de gezegelde oorkonde uit 1420 bevestigde, naar Hendrik. Frederik benoemde op 30 augustus 1442 paltsgraaf Lodewijk IV tot rechter om in het geschil tussen Hendrik en Jacob als plaatsvervanger van de koning op te treden, de strijdende partijen op te roepen en te verhoren, en om een verzoening te bereiken. In het geval dat een vergelijk niet zou lukken, werd Lodewijk gemachtigd om tot een gerechtelijke beslissing te komen. De koning legde vast dat de beslissing van Lodewijk op dezelfde wijze geldig zou zijn als een beslissing van hemzelf. In een brief van Lodewijk aan Jacob van 16 augustus 1443 worden behalve Hendrik, ook zijn broer Johan IV en hun oom Johan II als tegenstander van de aartsbisschop genoemd. Hendrik en Johan IV beklaagden zich op 20 oktober 1443 bij Jacob over door hem gedane verpandingen ‘in onser erebschafft’. In zijn antwoord van 2 november 1443 verwees Jacob beide graven naar de door Lodewijk geplande rechtsdag.
Een oplossing werd daar blijkbaar niet bereikt, want op 6 oktober 1444 benoemde Frederik, na een klacht van Jacob tegen Hendrik en Johan over de graafschappen Nassau en Diez en andere lenen, Diederik Schenk van Erbach, de aartsbisschop van Mainz, tot rechter en gaf hem volmacht om in zijn plaats tussen beide partijen een rechtszaak te plannen, en daarna een rechterlijke beslissing te vellen. De koning legde opnieuw vast dat de beslissing van Diederik op dezelfde wijze geldig zou zijn als een beslissing van hemzelf, en maande de aartsbisschop om ook in het geval een van beide partijen verstek laat gaan bij de terechtzitting, het recht zijn loop te laten hebben. De uitspraak van Diederik is onbekend.

Frederik verleende Jacob op 24 juli 1451, omdat Hendrik en Godfried het graafschap Diez niet van hem ontvangen hadden, hoewel meer dan een jaar en een dag verstreken zijn sinds hun de koninklijke brief voor Jacob verkondigd werd, en omdat Godfried zijn aandeel zonder toestemming van koning en aartsbisschop verpand had, alle rechten die de koning en het rijk wegens het verzuim van het in leen nemen en de verpanding teruggevallen zijn. Op 4 november ten slotte beleende Jacob Hendriks broer en erfgenaam Johan met het graafschap Diez.

### Overlijden en begrafenis
In verband met het door paus Nicolaas V voor 1450 afgekondigde Heilig Jaar ondernam Hendrik een pelgrimstocht naar Rome. Op de terugreis overleed hij op 18 januari 1451 te Radicofani in Toscane, ongeveer 30 km ten noorden van het Lago di Bolsano. De bronnen vermelden zowel de pest als malaria als mogelijke doodsoorzaken. Hendrik werd begraven in de Collegiata (een kerk waaraan een college van kanunniken verbonden is) in het ongeveer 25 km ten noorden van Radicofani gelegen stadje San Quirico d'Orcia. Het ligt voor de hand te veronderstellen dat Hendrik onderweg was naar Siena, ongeveer 25 km ten noorden van San Quirico d'Orcia, om daar zijn opwachting te maken bij rooms-koning Frederik III. In Siena vond namelijk op 8 februari 1451 de eerste zogenaamde ontmoeting van Portugal plaats. Dat huwelijk tussen Frederik III en prinses Eleonora Helena van Portugal was bemiddeld door de bisschop van Siena, Eneas Silvio Piccolomini, de latere paus Pius II.

## Huwelijken en kind

### Eerste huwelijk
Hendrik huwde in 1435 met Genoveva van Virneburg († Breda, 18 april 1437), dochter van graaf Rupert IV van Virneburg en Agnes van Solms. Ze werd begraven te Breda.

Uit dit huwelijk werd geboren:
1. Odilia (vóór of op 18 april 1437[noot 4] – juli 1493[1][6]). Huwde eerst (verloofd 30 april 1443[4][6]) in 1449 of 1450[2][noot 5] met graaf Filips ‘de Jongere’ van Katzenelnbogen (1427[2][4][5][6] – Darmstadt, 27 februari 1453[1]). Huwde daarna op 3 juni 1475[2] met graaf Oswald I van Tierstein (ca. 1423 – vóór 1488[2]). Oswald was graaf van Tierstein, heer van Blumenberg en Pfäffingen, landvoogd in de Elzas, de Sundgau en de Breisgau, en Lotharings en Keuls raad.[2]

### Tweede huwelijk
Hendrik hertrouwde (contract 12 september 1442) in 1442 met Irmgard van Schleiden († vóór 25 april 1451), dochter van heer Johan II van Schleiden en Anna van Blankenheim. Dit huwelijk bleef kinderloos.

## Voorouders
| Voorouders van Hendrik II van Nassau-Siegen | Voorouders van Hendrik II van Nassau-Siegen                                                               | Voorouders van Hendrik II van Nassau-Siegen                                            | Voorouders van Hendrik II van Nassau-Siegen                                            | Voorouders van Hendrik II van Nassau-Siegen                                               | Voorouders van Hendrik II van Nassau-Siegen                                            | Voorouders van Hendrik II van Nassau-Siegen                                            | Voorouders van Hendrik II van Nassau-Siegen                                            | Voorouders van Hendrik II van Nassau-Siegen                                            |
| ------------------------------------------- | --- | -------------------------------------------------------------------------------------- | -------------------------------------------------------------------------------------- | ----------------------------------------------------------------------------------------- | -------------------------------------------------------------------------------------- | -------------------------------------------------------------------------------------- | -------------------------------------------------------------------------------------- | -------------------------------------------------------------------------------------- |
| Betovergrootouders                          | Hendrik I van Nassau-Siegen (ca. 1270–1343) ⚭ vóór 1302 Adelheid van Heinsberg en Blankenberg (?–na 1343) | Filips II van Vianden (?–1315/16) ⚭ Adelheid van Arnsberg (?–?)                        | Engelbrecht II van der Mark (?–1328) ⚭ 1299 Mechtild van Arberg (?–1367)               | Diederik VII van Kleef (1291–1347) ⚭ 1308 Margaretha van Gelre en Zutphen (ca. 1290–1331) | Jan I van Polanen (?–1342) ⚭ Catharina van Brederode (1312/16–1372)                    | Willem VI van Horne (?–1343) ⚭ 1315 Oda van Putten en Strijen (?–na 1327)              | Simon I van Salm (?–1346) ⚭ 1334 Mathilde van Saarbrücken (?–na 1354)                  | Jan van Valkenburg (?–1356) ⚭ Maria van Herpen (?–na 1327)                             |
| Overgrootouders                             | Otto II van Nassau-Siegen (ca. 1305–1350/51) ⚭ 1331 Adelheid van Vianden (?–1376)                         | Otto II van Nassau-Siegen (ca. 1305–1350/51) ⚭ 1331 Adelheid van Vianden (?–1376)      | Adolf II van der Mark (?–1347) ⚭ 1332 Margaretha van Kleef (?–na 1348)                 | Adolf II van der Mark (?–1347) ⚭ 1332 Margaretha van Kleef (?–na 1348)                    | Jan II van Polanen (?–1378) ⚭ 1348 Oda van Horne (?–vóór 1353)                         | Jan II van Polanen (?–1378) ⚭ 1348 Oda van Horne (?–vóór 1353)                         | Johan II van Salm (?–na 1400) ⚭ na 1355 Philippa van Valkenburg (?–?)                  | Johan II van Salm (?–na 1400) ⚭ na 1355 Philippa van Valkenburg (?–?)                  |
| Grootouders                                 | Johan I van Nassau-Siegen (ca. 1339–1416) ⚭ 1357 Margaretha van der Mark (?–1409)                         | Johan I van Nassau-Siegen (ca. 1339–1416) ⚭ 1357 Margaretha van der Mark (?–1409)      | Johan I van Nassau-Siegen (ca. 1339–1416) ⚭ 1357 Margaretha van der Mark (?–1409)      | Johan I van Nassau-Siegen (ca. 1339–1416) ⚭ 1357 Margaretha van der Mark (?–1409)         | Jan III van Polanen (?–1394) ⚭ 1390 Odilia van Salm (?–1428)                           | Jan III van Polanen (?–1394) ⚭ 1390 Odilia van Salm (?–1428)                           | Jan III van Polanen (?–1394) ⚭ 1390 Odilia van Salm (?–1428)                           | Jan III van Polanen (?–1394) ⚭ 1390 Odilia van Salm (?–1428)                           |
| Ouders                                      | Engelbrecht I van Nassau-Siegen (ca. 1370–1442) ⚭ 1403 Johanna van Polanen (1392–1445)                    | Engelbrecht I van Nassau-Siegen (ca. 1370–1442) ⚭ 1403 Johanna van Polanen (1392–1445) | Engelbrecht I van Nassau-Siegen (ca. 1370–1442) ⚭ 1403 Johanna van Polanen (1392–1445) | Engelbrecht I van Nassau-Siegen (ca. 1370–1442) ⚭ 1403 Johanna van Polanen (1392–1445)    | Engelbrecht I van Nassau-Siegen (ca. 1370–1442) ⚭ 1403 Johanna van Polanen (1392–1445) | Engelbrecht I van Nassau-Siegen (ca. 1370–1442) ⚭ 1403 Johanna van Polanen (1392–1445) | Engelbrecht I van Nassau-Siegen (ca. 1370–1442) ⚭ 1403 Johanna van Polanen (1392–1445) | Engelbrecht I van Nassau-Siegen (ca. 1370–1442) ⚭ 1403 Johanna van Polanen (1392–1445) |